# Philippe Molitor
Pour les articles homonymes, voir Molitor.
Philippe Molitor  (11 juin 1869, Villance – 27 octobre 1952, Ixelles) est un lieutenant-général dans l'armée belge et commandant en chef de la Force publique au Congo belge. En 1916, il a participé aux campagnes d'Afrique de l'est et à la prise de Tabora en Afrique orientale allemande.

## Biographie
Philippe François Joseph Molitor, né le 11 juin 1869 à Villance dans le Luxembourg belge est le fils de Ladislas Molitor, géomètre, et de Marie-Anne Moriamé. Il fait partie d'une famille nombreuse dont il est l'aîné. 
Il s'engage en 1885  comme volontaire au régiment des Carabiniers. En 1886, il est admis à l'École royale militaire dont il sort chef de promotion au terme de la première année et sous-lieutenant le 11 janvier 1889. Le roi Léopold II s'adresse alors à lui en ces termes : « Pensez au Congo, c'est un beau pays et il y faut des Belges ».  
Il est désigné pour le 2e régiment de Chasseurs à pied. En 1895, il est admis à l'École de guerre où il obtient avec brio son brevet d'état-major. En 1900, il est détaché au ministère de la Guerre et, de 1906 à 1909, il est l'aide de camp du général Jacoby. Il retourne ensuite au régiment des Carabiniers pour y commander une compagnie cycliste.  
En mai 1912, il rejoint le Congo pour la première fois en tant que major de la Force publique. Il est désigné pour la Province orientale et entreprend en 1913 l'inspection des principaux postes et garnisons le long de la frontière est du Congo. Lors de la création de la Province orientale en novembre 1913, il est tout naturellement nommé commandant des troupes de la Force publique dans cette province à Stanleyville. 
Lors de la Première Guerre mondiale, il est nommé au début 1916 chef d'état-major du général-major Charles Tombeur, commandant en chef de la Force publique. Il est chargé de la préparation de l'offensive belge en Afrique orientale allemande, notamment en ce qui concerne la logistique d'une unité militaire forte d'environ 15 000 hommes.
Lors de la longue campagne de 1916 qui débute le 18 avril, le colonel Molitor commande la brigade au nord de la pince belge destinée prendre en tenaille la ville de Tabora. Il dispose de deux régiments à quatre bataillons. Du côté belge, les régions à traverser son pauvres en vivres et presque sans eau. En revanche, les Allemands disposent pour leurs communications de la ligne de chemin de fer Tabora-Ujiji (sur le lac Tanganyka) et Tabora-Mwanza (sur le lac Victoria). 
Kigali est occupé par Molitor le 6 mai, Biharamuro dans la région de Kagera le 24 juin puis la ville portuaire de Mwanza dans la foulée. En septembre 1916, sa brigade livre de violents combats aux Allemands à Kato et Itaga au nord de Tabora. La marche concentrique de la brigade nord Molitor et de la brigade sud du lieutenant-colonel Olsen provoque l'abandon par les forces allemandes de Tabora, centre logistique et administratif de l'Afrique orientale allemande. Le 19 septembre 1916, les troupes coloniales belges entrent dans cette ville. Un mésentente avec son supérieur le général-major Charles Tombeur entraîne toutefois le remplacement de Molitor par le lieutenant-colonel Armand Huygé quelques jours avant la prise de Tabora. 
Le colonel Molitor est alors rappelé en Belgique et est placé à la tête du 3e régiment de Chasseurs à pied sur le front de l'Yser. Il est ensuite chargé par le ministre des Colonies Jules Renkin de préparer la réorganisation de la Force Publique visant à en faire une force militaire disposant d'une certaine autonomie vis-à-vis des autorités civiles. En 1918, Molitor est nommé commandant en chef de la Force publique du Congo avec le grade de général-major.
Le travail de Molitor aboutit à l'arrêté royal du 10 mai 1919 par lequel la Force Publique est scindée en deux groupes distincts :
- les troupes campées (environ 7500 hommes) chargées de garder la frontière et de protéger la colonie contre les dangers extérieurs, maintenir l'ordre et la sécurité générale. Cette force est à la disposition du gouverneur général du Congo. Les troupes campées sont essentiellement mobiles[7];
- les troupes en service territorial (environ 8500 hommes) portent appui à l'administration des territoires. Cette force est à la disposition des vice-gouverneurs de province. Les troupes en service territorial possèdent des campements fixes. Des bataillons de ce dernier groupe sont répartis dans chaque capitale provinciale, tandis que les compagnies sont stationnées dans chaque chef-lieu de district[7].

En 1919, le général Molitor est rappelé en Belgique pour prendre le commandement de la 5e division d'armée puis, en 1923, de la 1ère division d'armée. Il est alors promu lieutenant-général, grade le plus élevé dans la hiérarchie militaire belge. Il est admis à la pension en 1927.
Dans sa carrière, Molitor a toujours considéré que l'officier avait un rôle social et éducatif dans la société. De même, il a combattu les préjugés de race de beaucoup de ses contemporains, voyant dans cette attitude une « infirmité mentale ».
À la suite de son décès le 27 octobre 1952 novembre à Ixelles, il est inhumé au cimetière d'Arlon. 

## Hommages et distinctions
Le 23 septembre 1956, un mémorial au général Molitor est inauguré dans son village natal de Villance en présence des personnalités nationales, régionales et communales. Ce mémorial est orné d'un médaillon de bronze reproduisant les traits du général, œuvre du sculpteur Arthur Dupagène.
On trouve des rues Général Molitor à Etterbeek, Libin et Arlon.
Parmi les nombreuses distinctions belges et étrangères, il a été fait :
- Grand officier de l'ordre de Léopold en 1932 (Belgique) ;
- Grand officier de l'ordre de la Couronne en 1924 (Belgique) ;
- Commandeur de l'ordre de Léopold II avec glaives en 1940 (Belgique) ;
- Croix de guerre 14-18 en 1916 (Belgique) ;
- Grand officier de l'ordre royal du Lion (Congo belge) ;
- Officier de l'ordre de l'Étoile africaine (Congo belge) ;
- Officier de la Légion d'honneur en 1918 (France).
- Commandeur de l'Ordre du Bain (Royaume-Uni).